# Jordi Escura
Jordi Escura Aixas (ur. 19 kwietnia 1980 w Andorze) – andorski piłkarz występujący na pozycji obrońcy. Zawodnik klubu FC Alcarràs.

## Kariera klubowa
Escura seniorską karierę rozpoczął w 1997 roku w hiszpańskim klubie CE Europa z Tercera División. Następnie występował w innych zespołach niższych lig hiszpańskich, takich jak FC Andorra, JE Ascó, ponownie CE Europa, CFJ Mollerussa, CD Benavente oraz CF Balaguer, a od 2010 roku jest graczem zespołu FC Alcarràs.

## Kariera reprezentacyjna
W reprezentacji Andory Escura zadebiutował 3 czerwca 1998 roku w przegranym 0:3 towarzyskim meczu z Brazylią.